# Pain
Pain je industrial metalová skupina ze Švédska, kterou založil Peter Tägtgren, pro kterého to začalo spíše jako „hobby“. Ze začátku to byl jednočlenný projekt (Peter Tägtgren si nahrával všechny nástroje sám) a později začal nabírat další členy. V roce 1997 podepsal smlouvu s nahrávací společností Nuclear Blast, pod kterou spadá mnoho známých skupin.
V roce 2008 a 2009 často jezdili na turné s symfonicko-metalovou kapelou Nightwish jako podporující skupina a předskokani. Po skončení jednoho z těchto turné je napadl neznámý gang. Peter obdržel monokl a 10 stehů na hlavě, David utrpěl otřes mozku a 6 stehů v obličeji a Johan měl zlomený nos.

## Diskografie
- Pain (1997)[1]
- Rebirth (2000)
- Nothing Remains the Same (2002)
- Dancing with the Dead (2005)
- Psalms of Extinction (2007)
- Cynic Paradise (2008)
- You Only Live Twice (2011)
- Coming Home (2016)
- I Am (2024)

## Členové
- Peter Tägtgren – zpěv, kytara
- Johan Husgafvel – baskytara
- Michael Bohlin – kytara
- David Wallin – bicí